# Verband (Soziologie)
Verband bezeichnet in der Soziologie einen Zusammenschluss mehrerer Einheiten zum Zweck der gemeinsamen Interessenvertretung. Ein Verband wirkt als übergreifende Organisation (Interessenverband) zur Vertretung der Interessen aller ihrer angeschlossenen Mitglieder(-Organisationen). Dies können Einzelpersonen oder soziale Gruppen sein (natürliche Personen), aber weitergehend auch Vereine oder Unterverbände (juristischen Personen, siehe rechtliche Definition eines Verbandes), darüber hinaus auch gebietshoheitliche Gebietskörperschaften eines Staatswesens und andere Selbstverwaltungskörperschaften. Verbände haben immer eine eigene Verfassung (Satzung, Statut) und gemeinsame verbindliche und längerfristige Ziele. Sie vertreten die Interessen ihrer Mitglieder gegenüber dem Staat und anderen Interessengruppen. Als Interessenverbände sind sie meistens zwischen Staat und Markt im Nonprofit-Bereich angesiedelt („dritter Sektor“). Für die eigenen Mitglieder spielt auch ihre Dienstleistungsfunktion eine wichtige Rolle.
Ein Verband im soziologischen Verständnis unterscheidet sich von einem Verein: Vereine können durch offiziellen Zusammenschluss einen Verband bilden – aber es kann keinen Verein geben, der nur Vereine als Mitglieder hat; dagegen kann ein Verband auch aus Verbänden bestehen. „Vereine“ und „Verbände“ gelten als nebeneinander stehend, während der deutsche Soziologe Max Weber 1919 den „Verein“ nur als eine konkrete Form des Verbandes verstand, und der deutsche Soziologe Ferdinand Tönnies 1931 im Verein sogar den typischsten Verband sah.

## Definitionen
Max Weber definierte den „Verband im soziologischen Sinne“: „Verband soll eine nach Außen regulierend beschränkte oder geschlossene soziale Beziehung dann heißen, wenn die Innehaltung ihrer Ordnung garantiert wird durch das eigens auf deren Durchführung eingestellte Verhalten bestimmter Menschen: eines Leiters und, eventuell, eines Verwaltungsstabes, der gegebenenfalls normalerweise zugleich Vertretungsgewalt hat.“
Ferdinand Tönnies sah die „sozialen Verbände“ als diejenige „soziale Gestalt“, die diese „am vollkommensten [darstellen]“, indem sie am klarsten „für das Bewußtsein ihrer eigenen Mitglieder eine willens- und handlungsfähige Einheit, also insoweit eine dem einzelnen Menschen gleichartige Person, darstellen“. Diese Festlegung ist klarer als die beiden anderen tönniesschen sozialen Gestalten („soziale Verhältnisse“ und „soziale Samtschaften“).
Damit wird analytisch das Problem des „kollektiven Akteurs“ ergründet (nach James Samuel Coleman, 1926–1995), das bei Tönnies und Coleman immer von einzelnen sozialen Akteuren ausgeht, die sich ihre Verbände schaffen. Komplexer wird aber eine Mehrebenenanalyse (statistisches Verfahren): Der deutsch-jüdische Soziologe Norbert Elias (1897–1990) untersuchte insbesondere die doppelte Gruppenloyalität des Führungspersonals – einerseits gegenüber der entsendenden Gruppe, andererseits gegenüber dem selbst eine Gruppe konstituierenden Verband.
 Ausbau des Konzeptes bei Max Weber
Ein Verband kann bei Weber
1. autonom oder heteronom sein, und zusätzlich
2. autokephal oder heterokephal.

Auch unterscheidet er untergliedernd zwischen
- Verein, einem vereinbarter Verband, dessen gesatzte Ordnungen nur für die Kraft persönlichen Eintritts Beteiligten Geltung beanspruchen – rechtlich Verband genannt
- Anstalt, einem Verband, dessen gesatzte Ordnungen innerhalb eines angebbaren Wirkungsbereiches jedem nach bestimmten Merkmalen angebbaren Handeln (relativ) erfolgreich oktroyiert werden – rechtlich die Selbstverwaltungskörperschaft

## Aufgaben
Verbände erfüllen vielfältige Aufgaben innerhalb des politischen Systems. Durch ihre Möglichkeiten, gesellschaftliche Bedürfnisse an politische Entscheidungsträger heranzutragen, stärken sie die Legitimität politischer Entscheidungen. Sie werden daher oftmals auch als Intermediäre, als Mittler zwischen Gesellschaft und Politik bezeichnet. Innerhalb der Verbände kommt es durch die Aggregation  von Interessen zu einer Komplexitätsreduktion der Problemstellungen. Die politische Meinungslandschaft wird somit für die Bürger überschaubarer und einfacher verständlich. Auf der internen Ebene entwickeln Interessengruppen eine integrative Wirkung, da sie politische Partizipation für die Bürger ermöglichen. Politische Kompromisslösungen können durch die Beteiligung von Interessengruppen einen höheren Akzeptanzgrad erreichen, da die Verbände besser dazu in der Lage sind, diese Kompromisse an ihre Mitglieder zu vermitteln. Verbände sind nicht zuletzt Stätten der politischen Bildung und Integration innerhalb einer Gesellschaft.

## Asymmetrische Verbandslandschaft
Wenn man die Verteilung der beim Bundestag eingetragenen Verbände analysiert, wird deutlich, dass wirtschaftliche Interessen mit 64,5 % der eingetragenen Gruppierungen eindeutig am stärksten vertreten sind. Auch der Organisationsgrad erreicht bei Verbänden der Wirtschaft die höchste Ausprägung. Der Organisationsgrad ist dabei definiert als: „Anteil der Mitglieder von Interessenorganisationen an denjenigen, deren Interessen vertreten werden sollen.“ Während dieser Wert bei Bauern-, Ärzte- und Handwerksorganisationen 90 %, und bei Unternehmensverbänden der Industrie 70–85 % beträgt, erreicht der Organisationsgrad der Arbeitnehmerorganisationen keine 30 %. Ein möglicher Ansatz, um diese Asymmetrie innerhalb der Verbandslandschaft zu erklären, ist die Problematik des Trittbrettfahrens.
Wenn man davon ausgeht, dass eine durch Verbände durchgesetzte Verbesserung allen zugutekommt und der individuelle Nutzen eines Individuums zu gering ist, um einen signifikanten Unterschied zwischen einer Beteiligung und einer Nichtbeteiligung herzustellen, besteht für ein rein nach dem Kosten-Nutzen Kalkül handelndes Individuum kein Anreiz, sich an der Verbandsarbeit zu beteiligen. Das Individuum vermeidet so die entstehenden materiellen und immateriellen Kosten der Verbandsarbeit  und profitiert dennoch von den durchgesetzten Verbesserungen. Weitere mögliche Gründe für die asymmetrische Machtverteilung innerhalb der Verbandslandschaft können durch Kommunikations- und Integrationsschwierigkeiten innerhalb sowie zwischen den einzelnen Verbänden entstehen. Vor allem die Tatsache, dass die Ergebnisse eines Engagements oft erst spät sichtbar werden und der einzelne das Gefühl hat, seine Einflussmöglichkeiten wären verschwindend gering, schrecken oftmals von einer aktiven Verbandsarbeit ab. Des Weiteren ist die Finanzierung der Verbandsarbeit oft problematisch, wenn keine zahlungskräftigen Mitglieder rekrutiert werden können. Auch die Art der vertretenen Interessen kann ausschlaggebend für den Erfolg von Verbandsarbeit sein. Insbesondere für heterogene Interessen ist es schwierig sich zu organisieren, wohingegen Spezialbedürfnisse geringere Schwierigkeiten haben einen gemeinsamen Nenner zu finden. Der Grad der Konfliktfähigkeit einer Organisation kann als weiterer wichtiger Faktor für den Erfolg einer Interessengruppe angesehen werden, da die Fähigkeit kollektiv eine Leistung zu verweigern oder glaubhaft eine Leistungsverweigerung anzudrohen den Forderungen einer Gruppe die nötige Durchsetzungsfähigkeit verleihen kann. Direkte Verbindungen zu politischen Entscheidungsträgern, das Eingebundensein in Entscheidungsnetzwerke und Think-Tanks ist eine weitere Einflussmöglichkeit der Verbandsarbeit und oftmals entscheidend für ihren Erfolg.
Stärkung schwacher Verbände
Um traditionell schwache Interessengruppen zu fördern, kann der Staat sich dazu entschließen, diese durch Steuermittel zu fördern oder auch in staatliche Beratungsgremien zu integrieren. Verbraucherorganisationen werden oft maßgeblich durch staatliche Beihilfen finanziert. Um den Einfluss starker Interessengruppen abzuschwächen, können gesetzliche Rahmenbedingungen im Bereich des Lobbying gestärkt werden, um somit mehr Transparenz zu schaffen. Abseits staatlichen Eingriffs hat die Kommunikationstechnologie die Reichweite und Koordinationsfähigkeit schwacher Interessengruppen deutlich gestärkt. Durch das Internet besteht die Möglichkeit Netzwerke auch ohne große materielle Kosten aufzubauen und ein Forum für Öffentlichkeit zu schaffen.

## Auflösungserscheinungen
In den letzten Jahren machten sich verstärkt Auflösungserscheinungen der traditionellen Verbandsstrukturen bemerkbar. Viele Bürger fühlen sich von keinem Verband wirklich vertreten und nehmen eine gewisse Repräsentationslücke innerhalb der politischen Landschaft wahr. Des Weiteren haben sich die Formen des Engagements von Verbandsmitgliedern stark gewandelt. Diese ziehen immer häufiger unverbindliche und zeitlich begrenzte Beteiligung einer langfristigen Mitgliedschaft vor. Oftmals kann der Mangel an innerverbandlicher Demokratie zu Frustration unter den Mitgliedern führen. Die zunehmende Komplexität und Interdependenz von politischen Handlungsfeldern sowie politischen Entscheidungsprozessen erschwert die Verbandsarbeit vor allem für kleine Organisationen mit wenigen Ressourcen. Hinzu kommt die Konkurrenzsituation zwischen den Verbänden, die verstärkt um das knappe Gut der Mitglieder werben.

## Strategien der Verbände
Um den Auflösungserscheinung begegnen zu können, haben Verbände verschiedene Strategien entwickelt. Durch ein Appell an das Gemeinschaftsgefühl kann die Bereitschaft des einzelnen sich zu engagieren gestärkt werden. Auch die verstärkte Nutzung von Massenmedien zum Zweck der Öffentlichkeitsmobilisierung hat sich vor allem bei kurzfristigen Aktionen bewährt. Einige Verbände versuchen durch die Durchsetzung einer gesetzlichen Beitrittsverpflichtung dem Mitgliederschwund zu begegnen. Jedoch kann auch durch das Angebot von selektiven Anreizen in Form von beispielsweise Dienstleistungsangeboten die generelle Attraktivität von Verbänden gestärkt werden. Die Benachteiligung von Nichtorganisierten in Form von Closed-Shop-Vereinbarungen ist zwar gesetzlich nicht erwünscht,  faktisch aber oft eine Strategie um Anreize für eine Verbandsmitgliedschaft zu schaffen. Des Weiteren ist die Netzwerkbildung zwischen Verbänden mit ähnlichen Interessen zu einer bewährten Methode geworden, um trotz gesunkener Mitgliederzahlen weiterhin handlungsfähig bleiben zu können.